# Internet Corporation for Assigned Names and Numbers
La ICANN (de l'anglès Internet Corporation for Assigned Names and Numbers, Corporació d'Internet per a l'assignació de noms i nombres) és una organització sense ànim de lucre amb seu a Marina del Rey, Califòrnia, EUA. Creada el 18 de setembre de 1998 amb l'objectiu d'encarregar-se de certes tasques que fins llavors estaven en mans de la IANA, entre les quals es troba l'aprovació i control dels dominis d'Internet.
Les atribucions de la ICANN foren inicialment establertes pel departament de comerç dels Estats Units i actualment les seves tasques són la gestió de les assignacions de noms de domini i adreces IP. Fins a l'actualitat gairebé s'ha dedicat exclusivament a la creació de 7 nous dominis genèrics de primer nivell. A més, el 16 de setembre de 2005 també va aprovar la creació del domini .cat per a la comunitat cultural catalana.